# Inte skära bara rispa
Inte skära bara rispa är en roman av den svenska författaren Agneta Klingspor, utgiven på Prisma bokförlag 1977.
Romanen kom att bli en av de mest framträdande inom den så kallade kvinnliga bekännelselitteraturen som växte fram under 1970-talet. Handlingen kretsar kring en ung kvinna som lever ut sin sexualitet med många män. Berättelsen är mycket explicit skildrad, vilket gjorde den mycket omdebatterad.
Inte skära bara rispa är en av titlarna i boken Tusen svenska klassiker (2009).

## Utgåvor
- Klingspor, Agneta (1977). Inte skära bara rispa: kvinnodagbok 1962-76. Stockholm: Prisma. Libris 7406636. ISBN 91-518-1095-6
- Klingspor, Agneta (1978) (på danska). Spændinger: en kvindes dagbog fra hendes 16. år til 30. år (1. opl.). København: Forum. Libris 7351571. ISBN 87-553-0609-8
- Klingspor, Agneta (1979). Inte skära bara rispa: kvinnodagbok 1962-76. Prismaserien, 99-0108495-4 ([Ny utg.]). Stockholm: Prisma. Libris 7406797. ISBN 91-518-1275-4
- Klingspor, Agneta (1994). Inte skära bara rispa: kvinnodagbok 1962-76 ([Ny utg.]). Stockholm: PAN/Norstedt. Libris 7156527. ISBN 91-1-941081-6
- Klingspor, Agneta. (2006). Inte skära bara rispa kvinnodagbok 1962-76 /. Enskede: TPB. Libris 12567426
- Klingspor, Agneta (2013). Dagböckerna 1962-1992. Atlas pocket. Stockholm: Atlas. Libris 13620563. ISBN 978-91-7389-424-1

### Fotnoter
1. ↑  ”Inte skära bara rispa”. Libris.kb.se. http://libris.kb.se/hitlist?q=Agneta+Klingspor+Inte+sk%C3%A4ra+bara+rispa&r=&f=simp&t=v&s=rc&g=&m=10. Läst 5 februari 2013.
2. ↑  Gradvall et al 2009, nr. 489